# Accord (organologie)
Pour les articles homonymes, voir Accord.
 (juin 2023).
Si vous disposez d'ouvrages ou d'articles de référence ou si vous connaissez des sites web de qualité traitant du thème abordé ici, merci de compléter l'article en donnant les références utiles à sa vérifiabilité et en les liant à la section « Notes et références ».
En organologie, un accord désigne :
- le son de base d'un instrument à vent,
- la liste des cordes d'un instrument à cordes,
- l'ajustement des sons d'un instrument de musique.

## Son de base d'un instrument à vent
L'accord — ou le son de base — d'un instrument à vent désigne la note fondamentale de cet instrument.
Par exemple, lorsqu'on dit que la flûte traversière est « accordée » en do, cela signifie que cette note est la fondamentale de cet instrument.

## Liste des cordes d'un instrument à cordes
L'accord d'un instrument à cordes renvoie à la liste des hauteurs correspondant aux différentes cordes « à vide » de cet instrument.
Par exemple, lorsqu'on dit que l'« accord » habituel de la guitare est « mi, la, ré, sol, si, mi », cela signifie que ces six notes sont produites par les six cordes de cet instrument (à vide, c'est-à-dire sans que la main gauche n'intervienne pour raccourcir la longueur vibrante).

## Ajustement des sons d'un instrument de musique
L'accord d'un instrument désigne à la fois l'action de l'accorder et le système d'accord utilisé.